# Беднов, Александр Викторович
Александр Викторович Беднов (род. 14 ноября 1950, Табошар, Ленинабадская область) — российский политический деятель, депутат Государственной Думы ФС РФ пятого созыва (2007—2011).

## Биография
Родился 14 ноября 1950 г. в городе Табошар Ленинабадской области Таджикской ССР. Окончил Московский институт радиотехники, электроники и автоматики.
В 1970 г. работал на инженерных должностях на предприятиях Москвы.
В 1998 г. — генеральный директор ЗАО «Руссинвест».
В 2004 г. — директор Благотворительного фонда помощи детям-сиротам и детям, оставшимся без попечения родителей «РАДОСТЬ».
В 2005—2007 гг. — генеральный директор ООО "Городская управляющая компания «ПИРИТ» (г. Самара)
В 2007—2011 гг. — депутат Государственной Думы в составе федерального партийного списка партии «Единая Россия», Заместитель председателя Комитета ГД по вопросам семьи, женщин и детей, член фракции «Единая Россия».